# Stefan Rinck (Künstler)
Stefan Rinck (* 1973 in Homburg) ist ein deutscher Bildhauer. Er lebt und arbeitet in Berlin.

## Werdegang
Stefan Rinck stammt aus einer Künstlerfamilie in Zweibrücken. Sein Vater war der Pädagoge und Zeichner Norbert Rinck (1933–2016), seine Mutter die Malerin und Kunstlehrerin Ute Rinck, und seine Schwester ist die Schriftstellerin Monika Rinck. Vor seinem Studium erlernte Rinck als Lehrling bei einem Steinmetz das Handwerk der Steinbildhauerei. Anschließend studierte er Kunstgeschichte und Philosophie an der Universität des Saarlandes in Saarbrücken und Bildhauerei an der Akademie der Bildenden Künste Karlsruhe unter der Anleitung von Stephan Balkenhol von 1996 bis 2000.

## Werk
Für seine figurativen Steinskulpturen verwendet Stefan Rinck traditionelle Werkzeuge und Techniken des direkten Schnitzens. Er arbeitet mit Sandstein, Kalkstein, Marmor und Diabas. Seine Inspirationsquellen sind vielfältig und umfassen insbesondere die französische Romanik sowie die Populärkultur, darunter Videospiele und Comics. Rincks Steingestalten bilden eine Gemeinschaft von Charakteren, Tieren, Monstern und Hybridwesen, die mit Symbolen und kulturellen Attributen ausgestattet sind. Er greift auf Beispiele aus Geschichte, Mythologie, Religion und Folklore als Referenzmaterial zurück und setzt sie in einen zeitgenössischen Kontext. Oft beschäftigt er sich mit den Themen des kollektiven Unbewussten. Der Kunsttheoretiker Bazon Brock stellt fest, dass Rinck die figurativen Ausdrucksformen kulturell kollektiver Phantasien übernimmt und dabei seine eigene unabhängige Sprache bewahrt. Ein Schlüsselelement seiner Sprache ist der humorvolle Ausdruck, dessen Leichtigkeit im Kontrast zur Materialität des Steins steht. Der Humor hat eine befreiende Wirkung und hilft dem Betrachter, das Unbewusste zu erleben. Die interkulturellen und transhistorischen Kommunikationseigenschaften ermöglichen es den Skulpturen von Rinck, universalisierende Ziele zu erreichen, so Kurator Daniel S. Palmer. Im Jahr 2019 wurde Stefan Rinck in der Publikation „100 Sculptors of Tomorrow“ von Thames & Hudson vorgestellt. Die Dokumentation Heart of Stone von Sonja Baeger, die die Entstehung von Rincks drei monumentalen Skulpturen festhält, wurde 2021 in Berlin uraufgeführt.

## Skulpturen im öffentlichen Raum (Auswahl)
Seit 2008 realisiert Rinck Skulpturen im öffentlichen Raum. Im Rahmen der Busan Biennale in Südkorea wurde die Granitskulptur The Division of Woman and Man innauguriert. Im Jahr 2018 wurde das Werk The Mongooses of Beauvais in Saint-Germain-des-Prés in Paris dauerhaft installiert (Beaupassage).
Weitere monumentale Skulpturen wurden in Frankreich realisiert: 2010 im Vent des Fôret sowie 2020 in Bélis im La Forêt d’Art Contemporain. Im November 2021 wurde die Sandsteinskulptur Why I bear / Grosser Lastenbär am Zionskirchplatz in Berlin eingeweiht.

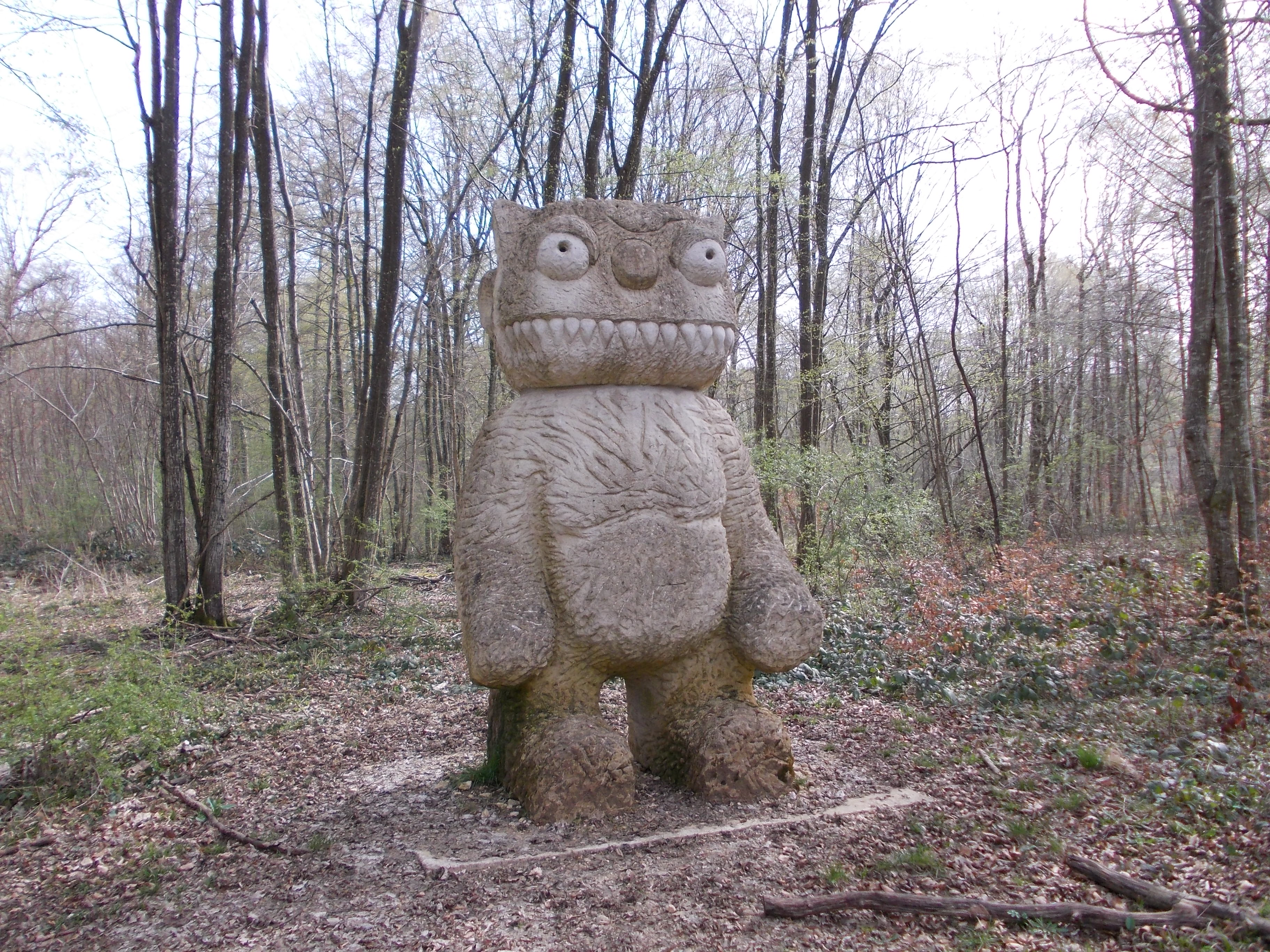
2010 One of those who were too long in the Woods, Vent des Fôret, Frankreich.
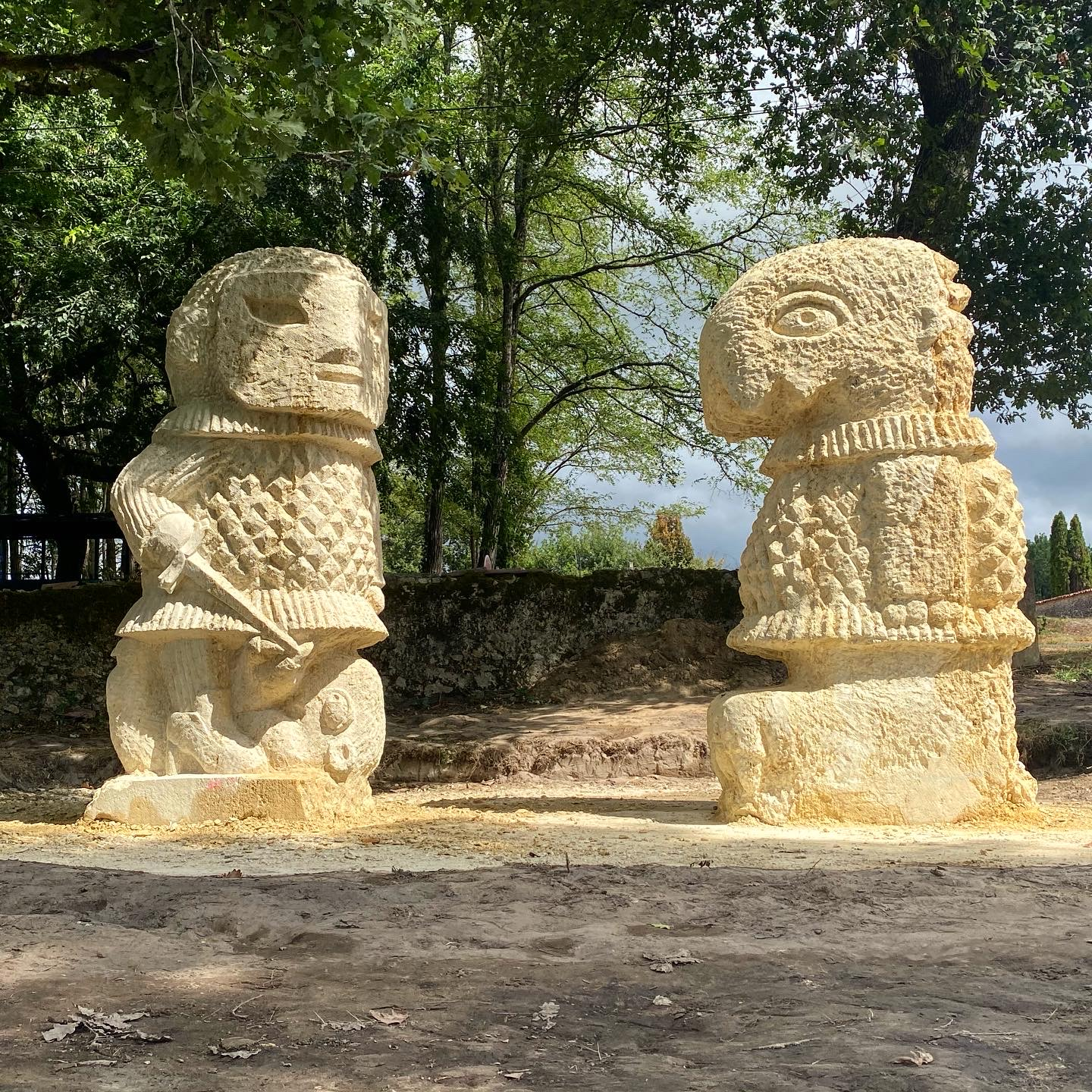
2020 Saint Georges et son Dragon de Compagnie, Bélis, Frankreich.
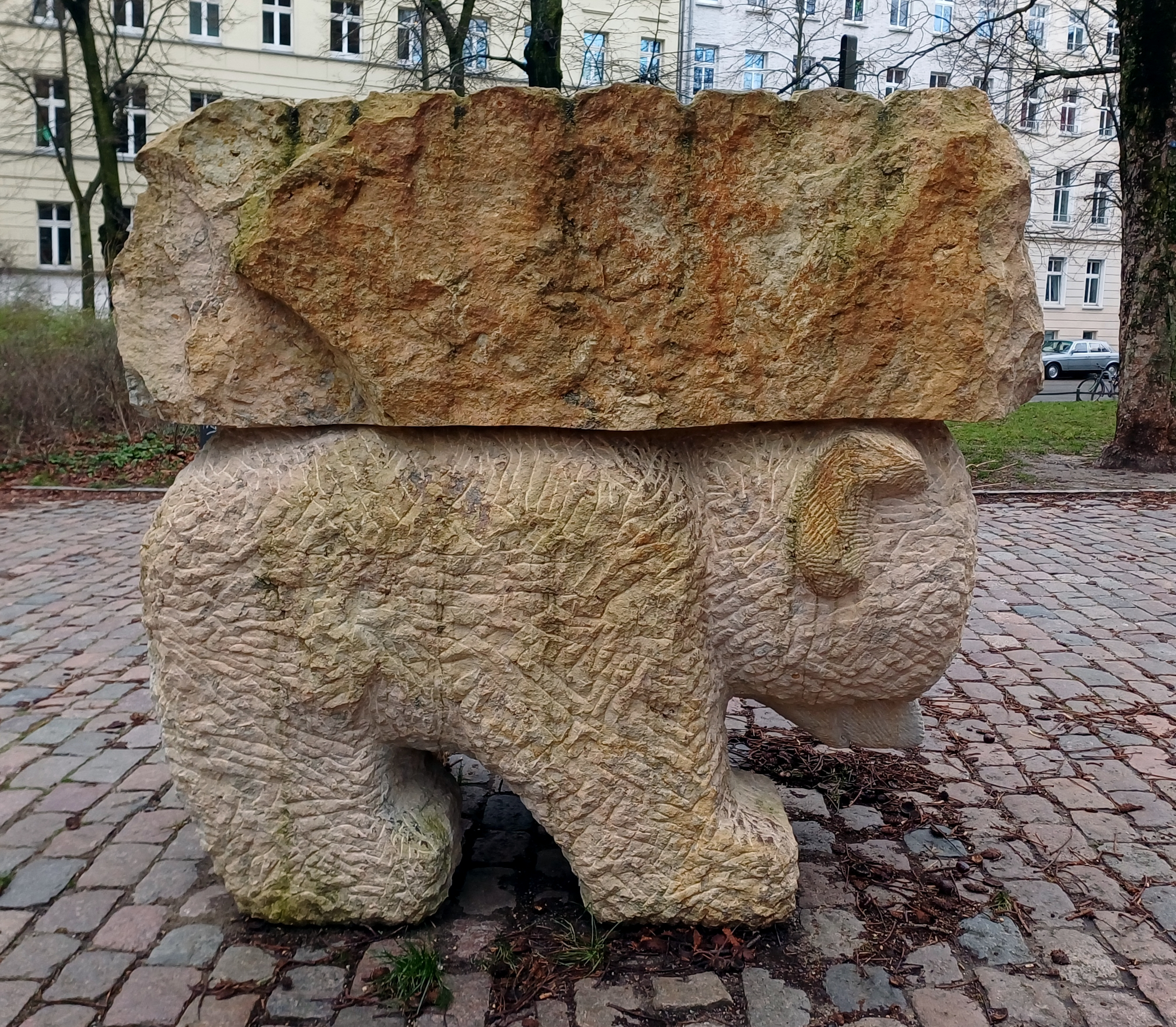
2021 Why I Bear / Großer Lastenbär Zionskirchplatz, Berlin, Deutschland.

## Ausstellungen
Einzelausstellungen (Auswahl)
- 2025: Parade, Domaine de Chamarande, Chamarande[16]
- 2024: The Bilss of Ignorance, CCA Andratx, Andratx, Mallorca[17]
- 2023: Early Birds and Late Night Lizards, Nino Mier Gallery, New York City[18]
- 2022: Semigods of the Jockey Club, Skarstedt, East Hampton[19]
- 2021: In this Garden he Reads the Diary of the World, Sorry We’re Closed, Brüssel[20][21]
- 2020: I feel Air from other Planets, Nino Mier Gallery, Los Angeles
- 2019: Carnival, CAC Chapelle du Genéteil, Château-Gontier[22]
- 2017: Metaphysical Casino, Semiose, Paris[23]
- 2011: Die Geister die ich rief, Kunstverein Zweibrücken, Zweibrücken
- 2007: Vicerunt Viderunt Venerunt (mit Uwe Henneken), The Breeder, Athen
- 2006: Galerie Rüdiger Schöttle, Munich

Gruppenausstellungen (Auswahl)
- 2025: Amsterdam Sculpture Biennale ArtZuid, Amsterdam[24]
- 2024: The Atomic Age, Musée d’art moderne de la Ville de Paris, Paris[25][26][27]
- 2024: Des exploits, des chefs d’œuvre, Musée d’art contemporain [mac], Marseille[28]
- 2023: Un Été au Havre, Le Havre[29]
- 2022: Nothing Is Permanent – Parcours de sculptures, kuratiert von Alex Reding, anlässlich des Titels Kulturhauptstadt Europas, Esch an der Alzette[30]
- 2021: Supernature, Centre d’Art Contemporain, Yverdon-les-Bains
- 2020: Biennale Gherdëina 7 - a breath? a name? – the ways of worldmaking, Ortisei / St. Ulrich[31]
- 2020: Restons Unis, Galerie Perrotin, Paris[32]
- 2019: Foire internationale d’art contemporain Hors les Murs, Jardin des Tuileries, Paris
- 2008: Busan Biennale, Busan
- 2007: The Present Order Is the disorder of the future, Frans Hals Museum, Haarlem / Hal & Hof

## Öffentlich zugängliche Sammlungen (Auswahl)
- Fonds régional d’art contemporain Corsica, Corte, FR
- Centrum Beeldende Kunst Rotterdam, Rotterdam, NL
- Musée de la Loterie, Brussels, BE
- Sammlung Krohne, Duisburg, DE